# Omocestus nyalamus
Omocestus nyalamus är en insektsart som beskrevs av Wei Ying Hsia 1981. Omocestus nyalamus ingår i släktet Omocestus och familjen gräshoppor. Inga underarter finns listade i Catalogue of Life.